# Chaîne des Puys

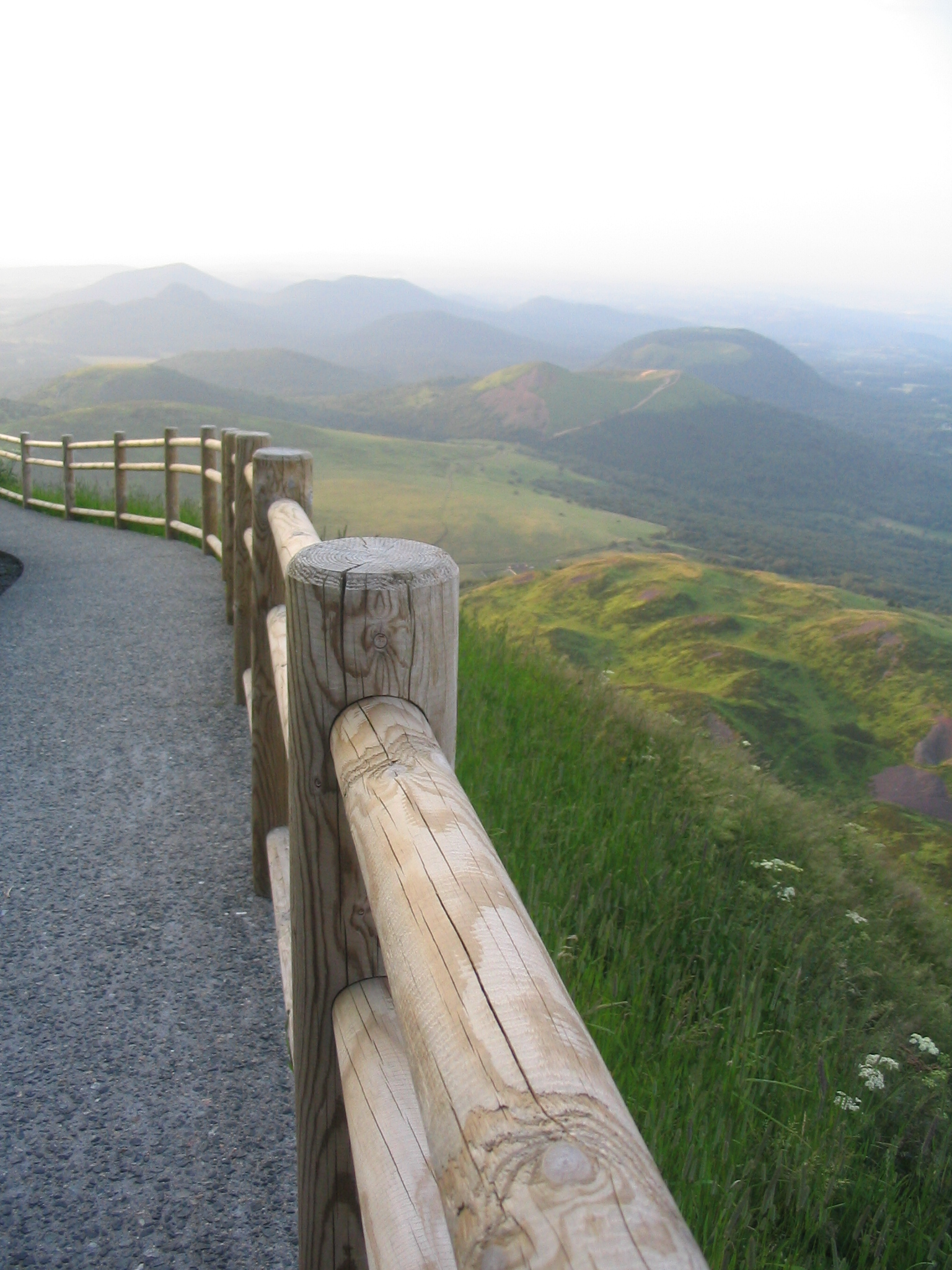
Vista da Chaîne des Puys

Chaîne des Puys, também chamada Monts Dômes, é uma cadeia de montanhas  vulcânicas que se estende por mais de 30 km. Está situada a oeste de Clermont-Ferrand, no departamento de Puy-de-Dôme na região da Auvérnia. É um sítio classificado pela UNESCO como Património Mundial em 2018.
A cadeia de montanhas faz parte do Parque natural regional dos Vulcões da Auvérnia que pode atravessar-se por um caminho de grande extensão GR4 que vai do oceano Atlântico ao mar Mediterrâneo.
Orientada na direcção norte-sul corre paralela à falha geológica costeira que limita o vale de Limagne a oeste, a cadeia compreende uma centena de vulcões chamados puys.
Estes vulcões datam da era quaternária, e as primeiras erupções ter-se-ão produzido há cerca de 70.000 anos, sendo as mais recentes de há 8.000 anos. Alguns destes vulcões têm crateras, outros não.
Há três tipos de vulcões:
- O tipo estromboliano (de Stromboli), o mais frequente da cadeia: o cone é formado pela acumulação das escórias emitidas (chamadas na região pouzolane); acima deste forma-se a cratera quando a pressão é excessiva: a lava é emitidas na forma de borbulha. Estes rios de lava podem ser muito compridos. Dependendo da fluidez da lava, alguns formam diques que entorpecem o escorrimento de um rio dando lugar à formação de lagos como, por exemplo, o lago Aydat.
- O tipo peleano, formado pela extrusão progressiva de lava muito viscosa que se acumula na forma de cúpula. A cúpula pode explodir brutalmente libertando gases: as fumarolas ardentes expandem-se pelo horizonte rapidamente destruindo tudo. Nenhum cratera é visível já que, praticamente, não há escorrência de lava viscosa. O Puy de Dôme é a cúpula mais conhecida deste tipo, embora se encontrem outros, como o Puy Chopine ou o Grand-Sarcouy.
- Os maar que são depressões nas quais se formou um lago, resultado do afundamento de uma meseta por causa de uma erupção freática, como por exemplo, o gour de Tazenat.

Em 1752 Jean-Étienne Guettard (1715-1786), determinou a natureza destes montes com forma de montículo de toupeira. Depois de grandes controvérsias, Malesherbes atribuiu, definitivamente, a paternidade desta descoberta a Jean-Étienne.
No centro, dominando todos os seus companheiros está o Puy de Dôme com 1.464 m de altitude, elevando-se 600 metros acima da meseta (de cerca 800 m. de altitude) sobre a qual se encontram todos os restantes (os outros não ultrapassam os 200 metros de altura). Os outros picos são, de norte para sul:
O lago-cratera de gour de Tazenat, o  pico de Montiroir,   pico de Chalard,  pico de Beaunit,   pico de Verrière,   pico de Paugnat,  pico de la Goulie,  pico de Lespinasse,  pico de la Nugère,  pico de Louchardière,  pico de Jumes, oos puys des Gouttes e Chopine,  puy de Lempteguy,  pico de la Coquille,  pico de Chaumont,  Petit-Sarcouy, o Grand-Sarcouy,  pico des Goules,  pico de Pariou,  Cliersou,  pico de Côme, o Grand Suchet , o petit Suchet,  petit puy de Dôme,  pico Besace,  pico Grosmanaux,  pico  Montchier,  pico  de Barme,  pico de Larchamps,  pico Mercœur, os  picos de Lassolas e  la Vache,  pico de Charmont,  pico de la Rodde, e o pico de Monténard.
Um pouco mais a leste, perto de Royat está o pico de Gravenoire, mesmo à beira da falha geológica.
A sudoeste desta cadeia de montanhas de vulcões que data do Quaternário, pode ver-se ao longe outro maciço vulcânico: a cadeia dos Montes Dore e os montes do Cantal que datam do Terciário.